# Perfect Friday
Perfect Friday is een Britse kraakfilm uit 1970, geregisseerd door Peter Hall.

## Verhaal
Mr. Graham, een assistent-bankmanager in Londen, is ontevreden over zijn saaie leven. Hij ontmoet Lady Britt Dorset, een verkwistende aristocrate. Samen met haar man, Lord Nicholas Dorset, bedenken ze een plan om 300.000 Britse pond van de bank te stelen.
Hun plan moet worden uitgevoerd op de dag dat de manager golf speelt, de 'perfect Friday'. Lord Dorset zal voordoen als een bankinspecteur en zal het geld in kluis van de bank vervangen door vals geld en het echte geld in Britts kluis stoppen. Het plan mislukt bijna wanneer een echte inspecteur eerder arriveert, maar een tweede kans doet zich voor en Lady Dorset neemt het geld mee.
Britt komt echter niet opdagen voor de geplande verdeling van de buit, maar vertrekt met een vliegtuig. Graham en Lord Dorset beseffen dat ze bedrogen zijn, maar beginnen al een nieuwe overval te plannen voor het volgende jaar.

## Rolverdeling
| Acteur           | Personage                   |
| ---------------- | --------------------------- |
| Stanley Baker    | Mr. Graham                  |
| Ursula Andress   | Lady Britt Dorset           |
| David Warner     | Lord Nicholas "Nick" Dorset |
| Patience Collier | Nanny                       |
| Thomas McKenna   | Smith                       |
| David Waller     | Williams                    |
| Joan Benham      | Miss Welsh                  |
| Julian Orchard   | Thompson                    |
| Trisha Mortimer  | Janet                       |
| Anne Tirard      | Miss Marsh                  |
| Johnny Briggs    | taxichauffeur               |
| Fred Griffiths   | taxichauffeur               |
| Sidney Jennings  | taxichauffeur               |
| Hugh Halliday    | fietser                     |
| Max Faulkner     | bewaker van de kluis        |
| Carleton Hobbs   | oudere man                  |
| Eric Longworth   | bode in de House of Lords   |
| Brian Peck       | chauffeur                   |
| Howard Lang      | bankinspecteur              |
| Patrick Jordan   | bewaker bij de bank         |
| Malcolm Johns    | Zwitserse minnaar           |
| Garfield Morgan  | luchthavenmedewerker        |
| Derek Cox        | luchthavenmedewerker        |
| Barbara Ogilvie  | luchthavenmedewerkster      |
| Georgina Simpson | stewardess                  |